# Dacnis à poitrine rouge
Dacnis berlepschi
Espèce
Statut de conservation UICN

 VU A2c+3c+4c;B1ab(i,ii,iii,iv,v) : Vulnérable
Le Dacnis à poitrine rouge (Dacnis berlepschi) est une espèce de passereau de la famille des Thraupidae.

## Répartition
Cet oiseau vit en Colombie et en Équateur.

## Habitat
Il habite les forêts humides tropicales et subtropicales en plaine.
Il est menacé par la perte de son habitat.